# Ignacio Iglesias Villanueva
Ignacio Iglesias Villanueva (La Corunya, Galícia, 1 de juny de 1975) és un àrbitre de futbol gallec de la primera divisió. Pertany al Comitè d'Àrbitres de Galícia.
Aconseguí l'ascens a Primera divisió juntament amb el col·legiat càntabre José Antonio Teixeira Vitienes. Va debutar a la primera divisió el 13 de setembre de 2010 en el partit entre la Unió Esportiva Almeria i la Reial Societat de Futbol (2-2). El 2013 va aparèixer al programa TEDxGalicia per fer una xerrada sobre el perfil d'esportista d'alt nivell de l'àrbitre.